# Grand Prix Formule 1 van Groot-Brittannië 1962
De Grand Prix Formule 1 van Groot-Brittannië 1962 werd gehouden op 21 juli op het circuit van Aintree. Het was de vijfde race van het seizoen.

## Uitslag
| Pos. | Nr. | Coureur                 | Constructeur    | Rondes | Tijd / Oorzaak uitval | Grid | Punten |
| ---- | --- | ----------------------- | --------------- | ------ | --------------------- | ---- | ------ |
| 1    | 20  | Jim Clark               | Lotus-Climax    | 75     | 2:26:20.8             | 1    | 9      |
| 2    | 24  | John Surtees            | Lola-Climax     | 75     | + 49.2                | 2    | 6      |
| 3    | 16  | Bruce McLaren           | Cooper-Climax   | 75     | + 1:44.8              | 4    | 4      |
| 4    | 12  | Graham Hill             | BRM             | 75     | + 1:56.8              | 5    | 3      |
| 5    | 30  | Jack Brabham            | Lotus-Climax    | 74     | + 1 Ronde             | 9    | 2      |
| 6    | 18  | Tony Maggs              | Cooper-Climax   | 74     | + 1 Ronde             | 13   | 1      |
| 7    | 34  | Masten Gregory          | Lotus-Climax    | 74     | + 1 Ronde             | 14   |        |
| 8    | 22  | Trevor Taylor           | Lotus-Climax    | 74     | + 1 Ronde             | 10   |        |
| 9    | 8   | Dan Gurney              | Porsche         | 73     | + 2 Rondes            | 6    |        |
| 10   | 42  | Jackie Lewis            | Cooper-Climax   | 72     | + 3 Rondes            | 15   |        |
| 11   | 40  | Tony Settember          | Emeryson-Climax | 71     | + 4 Rondes            | 19   |        |
| 12   | 36  | Ian Burgess             | Cooper-Climax   | 71     | + 4 Rondes            | 16   |        |
| 13   | 14  | Richie Ginther          | BRM             | 70     | + 5 Rondes            | 8    |        |
| 14   | 54  | Carel Godin de Beaufort | Porsche         | 69     | + 6 Rondes            | 17   |        |
| 15   | 46  | Jay Chamberlain         | Lotus-Climax    | 64     | + 11 Rondes           | 20   |        |
| 16   | 32  | Innes Ireland           | Lotus-Climax    | 61     | + 14 Rondes           | 3    |        |
| NF   | 2   | Phil Hill               | Ferrari         | 47     | Motor                 | 12   |        |
| NF   | 26  | Roy Salvadori           | Lola-Climax     | 35     | Batterij              | 11   |        |
| NF   | 10  | Jo Bonnier              | Porsche         | 27     | Differentieel         | 7    |        |
| NF   | 44  | Wolfgang Seidel         | Lotus-BRM       | 11     | Remmen                | 21   |        |
| NF   | 48  | Tony Shelly             | Lotus-Climax    | 6      | Motor                 | 18   |        |
| NS   | 48  | Keith Greene            | Lotus-Climax    |        | Enkel training        |      |        |
| WD   | 28  | Maurice Trintignant     | Lotus-Climax    |        | Wagen beschadigd      |      |        |
| WD   | 38  | John Campbell-Jones     | Emeryson-Climax |        | Rijder niet fit       |      |        |
| WD   | 50  | Keith Greene            | Gilby-BRM       |        | Wagen niet klaar      |      |        |
| WD   | 52  | Jo Siffert              | Lotus-BRM       |        | Onvoldoende startgeld |      |        |

## Statistieken
| Pole-position | Jim Clark | Lotus-Climax | 1:53.6 |
| Snelste ronde | Jim Clark | Lotus-Climax | 1:55.0 |

## Noot
- Dit was het debuut voor de Amerikaanse coureurs Jay Chamberlain en Tony Settember en de Nieuw-Zeelandse coureur Tony Shelly.
- Vijfde podiumplaats en eerste Grand Slam voor Jim Clark.

1926 · 1927 · 1948 · 1949 · 1950 · 1951 · 1952 · 1953 · 1954 · 1955 · 1956 · 1957 · 1958 · 1959 · 1960 · 1961 · 1962 · 1963 · 1964 · 1965 · 1966 · 1967 · 1968 · 1969 · 1970 · 1971 · 1972 · 1973 · 1974 · 1975 · 1976 · 1977 · 1978 · 1979 · 1980 · 1981 · 1982 · 1983 · 1984 · 1985 · 1986 · 1987 · 1988 · 1989 · 1990 · 1991 · 1992 · 1993 · 1994 · 1995 · 1996 · 1997 · 1998 · 1999 · 2000 · 2001 · 2002 · 2003 · 2004 · 2005 · 2006 · 2007 · 2008 · 2009 · 2010 · 2011 · 2012 · 2013 · 2014 · 2015 · 2016 · 2017 · 2018 · 2019 · 2020 · 2021 · 2022 · 2023 · 2024 · 2025 · 2026 · 2027 · 2028 · 2029 · 2030 · 2031 · 2032 · 2033 · 2034